# Divinésia
Divinésia é um município brasileiro do estado de Minas Gerais. Sua população recenseada em 2022 era de 4 226 habitantes.

## História
As origens de Divinésia remontam a 1850, quando a região foi ocupada e fundou-se ali o povoado Divino. O dito povoado teria sido elevado a distrito em 1911, sendo submetido a Ubá. A sua emancipação ocorreu apenas em 1962, passando a adotar o nome de Divinésia.

## Geografia
O município localiza-se na Zona da Mata Mineira. Está distante 297 km da capital do estado, Belo Horizonte.[carece de fontes?]

### Relevo, clima, hidrografia
A altitude da sede é de 763 m. As terras altas em que se localiza o município servem de divisor de duas bacias hidrográficas: a bacia do rio Paraíba do Sul e a bacia do rio Doce.
O clima é do tipo tropical de altitude com chuvas durante o verão e temperatura média anual em torno de 19 °C, com variações entre 14 °C (média das mínimas) e 26 °C (média das máximas).